# Nina Obuljen Koržinek
Nina Obuljen Koržinek (ur. 27 maja 1970 w Dubrowniku) – chorwacka politolog i urzędnik państwowy, minister kultury (2016–2020), minister kultury i mediów (od 2020).

## Życiorys
W 1992 ukończyła klasę skrzypiec na Akademii Muzycznej wchodzącej w skład Uniwersytecie w Zagrzebiu, a w 1996 studia z zakresu filologii francuskiej i komparatystyki na tym samym uniwersytecie. Kształciła się także na Université Paris-Dauphine, zaś w 2004 uzyskała w Zagrzebiu magisterium z zakresu politologii. Doktorat w zakresie nauk politycznych obroniła na macierzystej uczelni w 2013.
W latach 1992–1996 pracowała w biurze rektora Uniwersytetu w Zagrzebiu, następnie do 1998 w biurze UNESCO w Paryżu. W latach 1998–2000 pełniła funkcję sekretarza gabinetu ministra kultury, następnie w 2000 koordynatora departamentu UNESCO w resorcie spraw zagranicznych. W latach 2000–2006 zatrudniona w wydziale kultury i komunikacji Institut za razvoj i međunarodne odnose (IRMO), chorwackiego instytutu zajmującego się rozwojem i stosunkami międzynarodowymi. Uczestniczyła w różnych projektach koordynowanych przez UNESCO, UNDP czy Radę Europy. Publikowała artykuły poświęcone głównie polityce kulturalnej, integracji europejskiej w sferze kultury oraz współpracy międzynarodowej. Była członkinią komitetu redakcyjnego czasopisma „Culturelink”.
W 2006 powróciła do administracji rządowej, wchodząc w skład kierownictwa ministerstwa kultury jako asystent ministra. W 2008 w tym samym resorcie przeszła na stanowisko sekretarza stanu, które zajmowała do 2011. Uczestniczyła w zespole negocjującym warunki członkostwa Chorwacji w Unii Europejskiej, odpowiadając za kwestie związane z kulturą, edukacją, mediami i polityką informacyjną. Powróciła następnie do pracy w instytucie IRMO. Jednocześnie od 2012 do 2014 pełniła funkcję przewodniczącej rady programowej nadawcy radiowo-telewizyjnego HRT. Weszła w skład rady doradczej think tanku New Pact for Europe i grupy ekspertów UNESCO.
W październiku 2016 z rekomendacji Chorwackiej Wspólnoty Demokratycznej objęła urząd ministra kultury w rządzie Andreja Plenkovicia. W 2020 z ramienia HDZ wybrana na posłankę do Zgromadzenia Chorwackiego. W lipcu tegoż roku w drugim gabinecie dotychczasowego premiera powołana na ministra kultury i mediów. W 2024 z powodzeniem ubiegała się o poselską reelekcję. W maju tego samego roku w trzecim rządzie lidera HDZ pozostała na dotychczasowym stanowisku ministerialnym.